# Linia kolejowa nr 93
Linia kolejowa nr 93 Trzebinia – Zebrzydowice – magistralna linia kolejowa znaczenia państwowego przebiegająca przez województwo małopolskie i śląskie. Linia w całości zelektryfikowana.

## Historia
Linia kolejowa nr 93 powstała w 2. połowie XIX wieku z przeznaczeniem do transportu towarów za południową granicę. 17 grudnia 1855 roku otwarto odcinek z Dziedzic w kierunku granicy państwa, natomiast 1 marca 1856 odcinek z Trzebini do Dziedzic. W 1964 roku zelektryfikowany został odcinek z Dziedzic do granicy państwa, natomiast w 1971 roku odcinek z Trzebini do Dziedzic. Linia kolejowa nr 93 jest linią o znaczeniu państwowym.
Konstrukcja linii pozwala na uzyskanie przez pociągi prędkości do 120 km/h na odcinku do Czechowic-Dziedzic i do 160 km/h na dalszym odcinku do Zebrzydowic, jednakże wieloletnie zaniedbania i brak regularnych remontów doprowadziły do postępującej degradacji linii. Aktualnie jest ona w bardzo złym stanie i w wielu miejscach liczne ograniczenia nie pozwalają pociągom rozwinąć prędkości większej niż 20 km/h.
Po linii kolejowej nr 93 kursują regularne połączenia pasażerskie relacji Czechowice-Dziedzice/Oświęcim – Kraków Główny przez Trzebinię wykonywane przez Polregio.
Czas przejazdu pociągów regio na 25-kilometrowym odcinku Oświęcim – Trzebinia w rozkładzie jazdy 2015/16 sięga 45–47 minut, natomiast w przeciwnym kierunku 40–43 minut.
Do 12 grudnia 2015 Koleje Śląskie wykonywały również regularne połączenia na odcinku Oświęcim – Brzeszcze – Czechowice-Dziedzice w relacjach Czechowice-Dziedzice – Oświęcim – Katowice oraz Katowice – Oświęcim – Czechowice-Dziedzice, jednakże ze względu na zły stan torów i długi czas przejazdu (pod koniec kursowania, 21-kilometrowy odcinek Oświęcim – Czechowice-Dziedzice pociągi pokonywały w czasie 44–45 minut, gdzie jeszcze w roku 2010 ten sam odcinek pokonywały w czasie 35–37 minut), a co się z tym wiąże niską rentownością i stale rosnącym deficytem, jednostronnie podjętą decyzją Zarządu Województwa Małopolskiego (pomimo wyraźnego sprzeciwu Zarządu Województwa Śląskiego i mieszkańców gmin leżących na trasie przejazdu pociągów) najpierw ograniczono połączenia do jednego dziennie w każdym kierunku (rano w stronę Katowic i wieczorem w stronę Czechowic), a od 1 stycznia 2016 całkowicie zawieszono pasażerskie połączenia kolejowe na tym odcinku. Od rozkładu jazdy 2016/2017 rozkładowe postoje na linii kolejowej nr 93 na odcinku Oświęcim – Czechowice Dziedzice mają pociągi spółki PKP Intercity. 1 października 2017 roku przywrócono również połączenie Kraków Główny – Czechowice Dziedzice w postaci 1 pary pociągów regio, kursującej w piątki i niedziele. Od rozkładu jazdy 2018/2019 zlikwidowano postoje pociągów dalekobieżnych na stacji Brzeszcze Jawiszowice.
25 grudnia 2015 roku, w związku ze złym stanem technicznym stacji Libiąż (ograniczenia prędkości do 30 km/h), ogłoszono przetarg na jej modernizację. Przetarg wygrała firma Skanska. W wyniku tych prac wymieniono 9 km torów, przebudowano sieć trakcyjną i perony stacji, co pozwoliło na podniesienie prędkości do 100 km/h dla pociągów pasażerskich i 70 km/h dla pociągów towarowych oraz umożliwiło likwidację wąskiego gardła, stanowiącego przeszkodę w wywozie węgla kamiennego z KWK Janina.
2 października 2017 PKP Polskie Linie Kolejowe podpisały z firmą ZUE umowę na remont linii na odcinku Trzebinia – Oświęcim. 27 lutego 2018 roku wyłoniono zwycięzcę przetargu na remont 9,23 km torów na odcinku Oświęcim – Jawiszowice Jaźnik, który wygrało PNiUIK Kraków.
27 sierpnia 2018 PKP PLK podpisały z przedsiębiorstwem Porr umowę na modernizację linii nr 93 na odcinku Oświęcim – Czechowice-Dziedzice w trybie zaprojektuj i wybuduj. Kontrakt obejmuje m.in. renowację 63 km toru pojedynczego, 106 rozjazdów, 13 przejazdów kolejowo-drogowych i 45 obiektów inżynierskich. Prace mają się zakończyć w roku 2021.
23 stycznia 2019 roku Urząd Marszałkowski Województwa Małopolskiego poinformował o planach reaktywacji codziennych połączeń kolejowych w relacji Kraków Główny – Czechowice-Dziedzice i ogłosił konsultacje społeczne projektu rozkładu jazdy. Połączenia te będą wykonywane przez Polregio jako wydłużenie kursów pociągów dotychczasowej relacji Kraków Główny – Oświęcim w liczbie 9 par dziennie. Powrót pociągów zapowiedziano na 18 marca 2019 r. w liczbie 8 par dziennie, zaznaczając, że zapowiadana 9 para pociągów powróci od najbliższej korekty rozkładu jazdy pociągów.
Trasa Czechowice – Zebrzydowice jest obsługiwana przez samorządową spółkę Koleje Śląskie.

## Stacje i przystanki
| Nazwa                 | Zdjęcie | Liczba krawędzi peronowych | Infrastruktura                                      | Źródło |
| --------------------- | ------- | -------------------------- | --------------------------------------------------- | ------ |
| Trzebinia             |         | 7                          |                                                     | [ 23 ] |
| Chrzanów Śródmieście  |         | 2                          |                                                     | [ 24 ] |
| Chrzanów              |         | 3                          |                                                     | [ 25 ] |
| Libiąż                |         | 2                          |                                                     | [ 26 ] |
| Chełmek Fabryka       |         | 2                          |                                                     | [ 27 ] |
| Gorzów Chrzanowski    |         | 2                          | Przejście podziemne                                 | [ 28 ] |
| Oświęcim              |         | 7                          | Kasy biletowe                                       | [ 29 ] |
| Brzeszcze             |         |                            |                                                     | [ 30 ] |
| Brzeszcze Kopalnia    |         |                            | stacja nieczynna                                    | [ 31 ] |
| Brzeszcze Jawiszowice |         | 3                          |                                                     | [ 32 ] |
| Jawiszowice Jaźnik    |         |                            |                                                     | [ 33 ] |
| Dankowice             |         | 2                          |                                                     | [ 34 ] |
| Kaniów                |         | 2                          |                                                     | [ 35 ] |
| Czechowice-Dziedzice  |         | 5                          | Kasy biletowe                                       | [ 36 ] |
| Zabrzeg               |         | 2                          | Przejście podziemne                                 | [ 37 ] |
| Zabrzeg Czarnolesie   |         | 2                          |                                                     | [ 38 ] |
| Chybie                |         | 4                          |                                                     | [ 39 ] |
| Drogomyśl             |         | 2                          |                                                     | [ 40 ] |
| Pruchna               |         | 2                          |                                                     | [ 41 ] |
| Zebrzydowice          |         | 5                          | Kasy biletowe, przejście podziemne, granica państwa | [ 41 ] |

## Prędkości maksymalne
| Prędkości maksymalne dla pociągów osobowych | Prędkości maksymalne dla pociągów osobowych | Prędkości maksymalne dla pociągów osobowych | Prędkości maksymalne dla pociągów osobowych |
| Od                                          | Do                                          | tor 1                                       | tor 2                                       |
| ------------------------------------------- | ------------------------------------------- | ------------------------------------------- | ------------------------------------------- |
| Km                                          | Km                                          | Prędkość                                    | Prędkość                                    |
| -0,702                                      | -0,020                                      | brak toru                                   | 50                                          |
| -0,020                                      | 4,000                                       | 50                                          | 50                                          |
| 4,000                                       | 6,000                                       | 40                                          | 50                                          |
| 6,000                                       | 8,677                                       | 80                                          | 80                                          |
| 8,677                                       | 9,083                                       | 100                                         | 100                                         |
| 9,083                                       | 12,371                                      | 100                                         | 100                                         |
| 12,371                                      | 13,600                                      | 120                                         | 120                                         |
| 13,600                                      | 15,800                                      | 120                                         | 120                                         |
| 15,800                                      | 17,700                                      | 120                                         | 120                                         |
| 17,700                                      | 18,448                                      | 120                                         | 120                                         |
| 18,448                                      | 22,000                                      | 120                                         | 120                                         |
| 22,000                                      | 24,009                                      | 120                                         | 120                                         |
| 24,009                                      | 26,100                                      | 80                                          | 80                                          |
| 26,100                                      | 31,700                                      | 100                                         | 100                                         |
| 31,700                                      | 36,450                                      | 30                                          | 30                                          |
| 36,450                                      | 38,650                                      | 100                                         | 100                                         |
| 38,650                                      | 44,950                                      | 30                                          | 30                                          |
| 44,950                                      | 45,800                                      | 50                                          | 50                                          |
| 45,800                                      | 46,800                                      | 80                                          | 80                                          |
| 46,800                                      | 47,200                                      | 50                                          | 50                                          |
| 47,200                                      | 49,650                                      | 80                                          | 80                                          |
| 49,650                                      | 73,300                                      | 120                                         | 120                                         |
| 73,300                                      | 77,780                                      | 70                                          | 70                                          |
| 77,800                                      | 80,662                                      | 120                                         | 120                                         |